# 栗橋宿

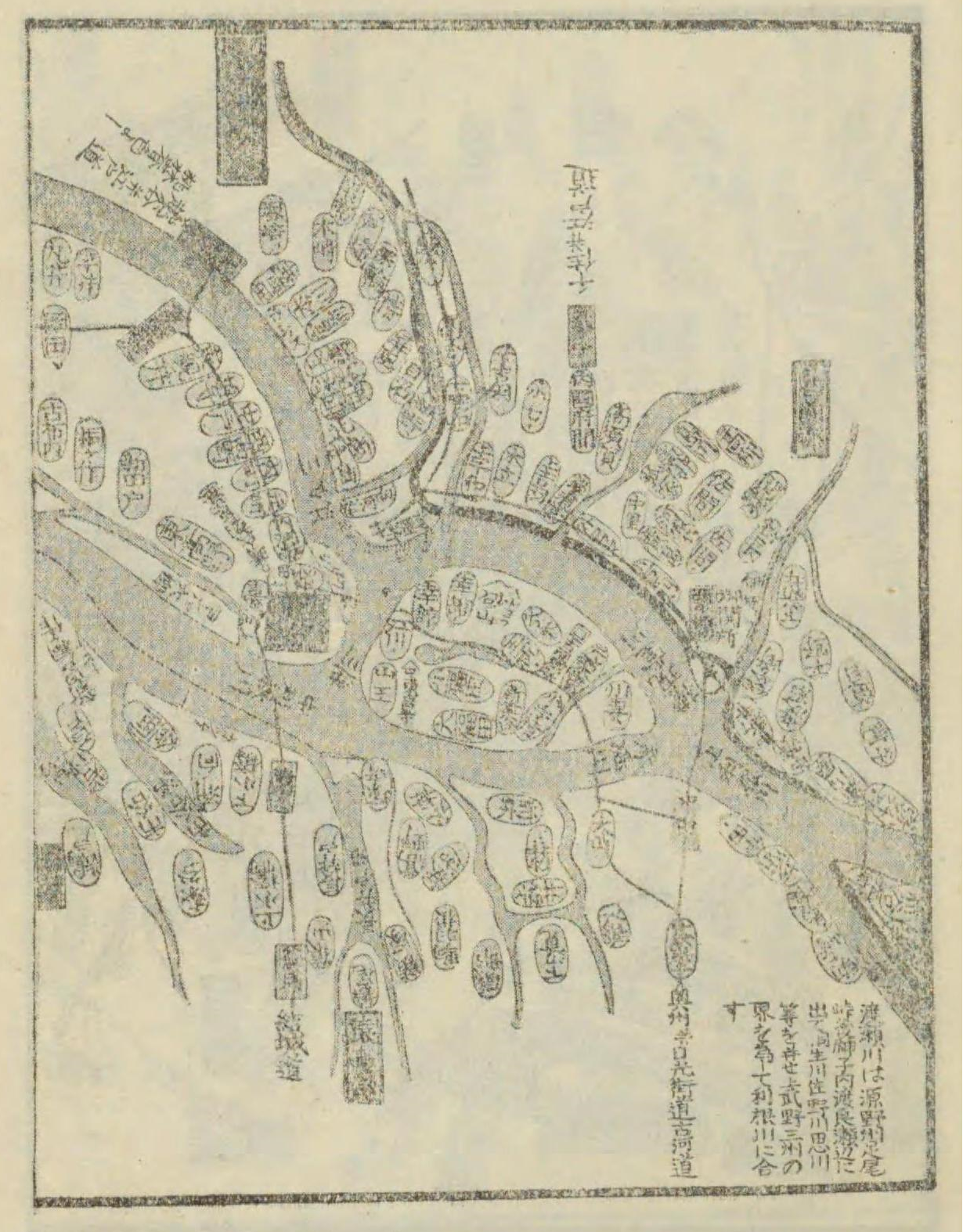
栗橋・中田周辺の利根川筋と日光街道（「利根川全図」より）

栗橋宿（くりはしじゅく）は、江戸時代に整備され、栄えていた宿場町である。日光街道・奥州街道の内江戸・日本橋から数えて7番目、すなわち武蔵国のうち第7の宿である（現在の埼玉県域では6番目）。当宿と利根川対岸の中田宿は合宿の形態をとっており、両宿を合わせて一宿とする記述も有る。
所在地は、江戸期には東海道武蔵国葛飾郡栗橋宿。現在の埼玉県久喜市栗橋北2丁目、栗橋中央2丁目、栗橋東3丁目、栗橋東5丁目がこの地域にあたる。

## 概要
慶長年間に、地元の池田鴨之助、並木五郎平の出願により、上河辺新田（現栗橋地区）が開墾された。その後、元和2年（1616年）に日光・奥州街道筋が付け替えられ、その地に利根川渡河の宿駅として栗橋宿が成立した。栗橋宿は利根川対岸の中田宿と合宿の形態をとっていた。荷物や人夫の継ぎ立てを行う問屋の業務は半月毎の交代制であった。栗橋宿の開宿に尽力した池田鴨之介は、本陣を代々務めた。
栗橋は「日本六十余州国々切絵図」によると幸手、杉戸、吉川を含み、下総国の国絵図にて描かれている。この地域に残される区域の国郡名によると、寛永11年（1634年）10月までは下総国猿島郡または葛飾郡と記されるが、寛永14年（1637年）7月には武蔵国葛飾郡に編入されていた。
栗橋宿の規模は、天保14年（1843年）の記録によると人口1,741人、本陣1、脇本陣2、旅籠25軒、家数404軒、であったという。
栗橋河岸は、元禄3年（1690年）に、利根川右岸、利根川と権現堂川との分流点である分岐部近隣に成立した。
栗橋宿から中田宿につながる奥州街道・日光街道の間には利根川が交差している。しかし、軍事上の目的から架橋されなかったため、代わりに渡船場が置かれ房川渡しと呼ばれていた。また、利根川沿いには、房川渡中田関所が設置された。関所は、当初中田側に設置されていたが、寛永元年（1624年）に栗橋に移設した。正式名称は「房川渡中田御関所」であるが、通称「栗橋関所」とされた。
首都圏氾濫区域堤防強化対策事業により堤防が拡張されることとなり、遺跡発掘が行われた。栗橋地区の場合、江戸時代から宿場町として栄え、歴史的建造物も存在し既成市街地であることから、宿場の街並みが道路の両側に引き続き残り、八坂神社や防災公園、桜等を植栽した避難場所となる平場が堤防上に移築・整備される地元住民の要望も取り入れた首都圏氾濫区域堤防強化対策の改良案で堤防を整備している

## 栗橋河岸
栗橋河岸の成立は、『徳川禁令考』によると、元禄3年（1690年）との記述がある。
日光・奥州街道（陸羽街道）と利根川が交差しており、栗橋河岸は栗橋宿の東方、利根川右岸、利根川と権現堂川との分流点である分岐部近隣にあり、対岸に中田宿が位置していた。栗橋河岸の呼称は、明和・安永 - 文化年間にかけて栗橋宿河岸であったが、寛政以降には栗橋河岸となった。
天保14年（1843年）の記録によると、栗橋河岸の舟数は公儀渡し舟2艘、茶舟5艘、馬舟2艘があった。利根川筋で「輸送物資の積み降ろしをするため、その際に輸送物資の確認をするために関所や番所が併設された」河岸場には、栗橋の他、関宿があった。

## 房川渡し
房川渡し（ぼうせんのわたし）とは、中世からの奥州街道（鎌倉街道）（および江戸時代の日光街道）が幸手宿の北で旧渡良瀬川を渡る渡船を指す。
江戸時代以前の渡河点は、外国府間（現在の幸手市外国府間）から旧栗橋村（現在の茨城県猿島郡五霞町元栗橋）へ渡った。旧栗橋村からは北上して現在の古河市へ入った。
江戸時代元和2年（1616年）に、日光街道の整備に伴い、栗橋宿と中田宿との間を渡る経路へ変更となった（現在の利根川橋の位置）。この渡しは大正13年（1924年）まで続いた。
なお、元和7年（1621年）に新川通を開削し、この旧渡良瀬川河道には利根川本流が流れることになったので、以降は利根川の渡船ということになった。

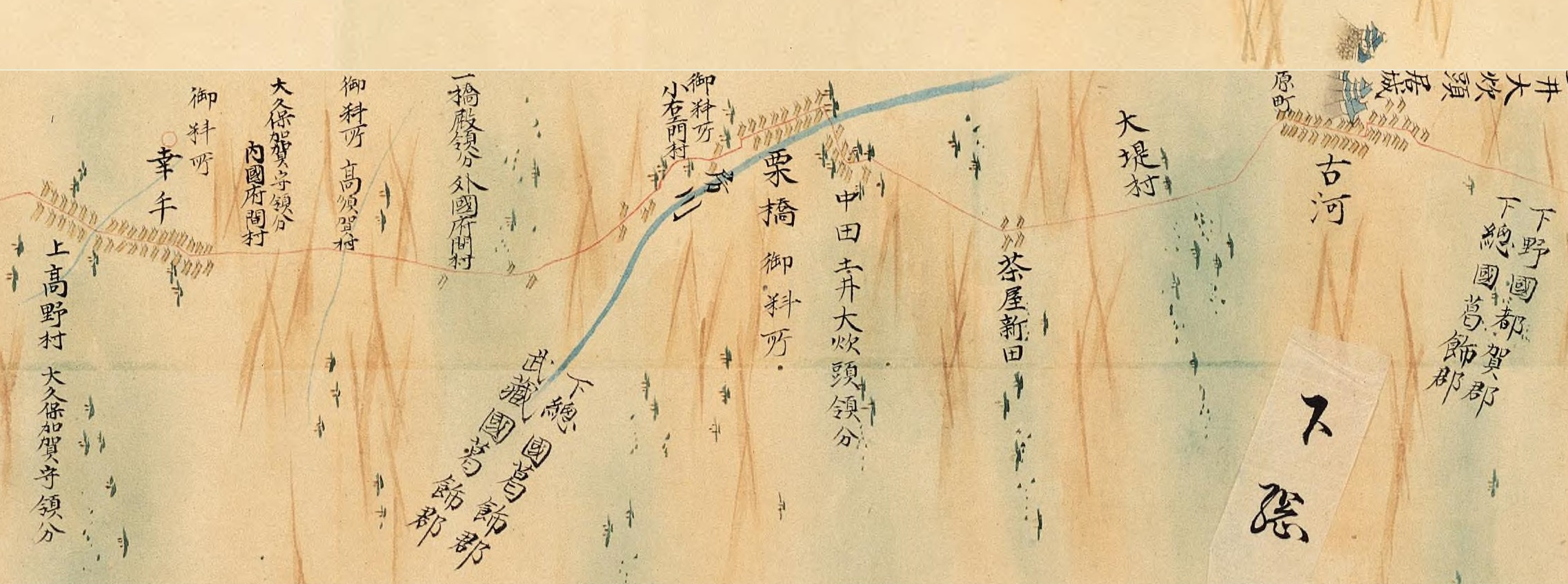
栗橋 中田周辺 （伊能忠敬測量「大日本沿海輿地全図」 第87図 第88図より一部改変）

## 房川渡中田関所（栗橋関所）

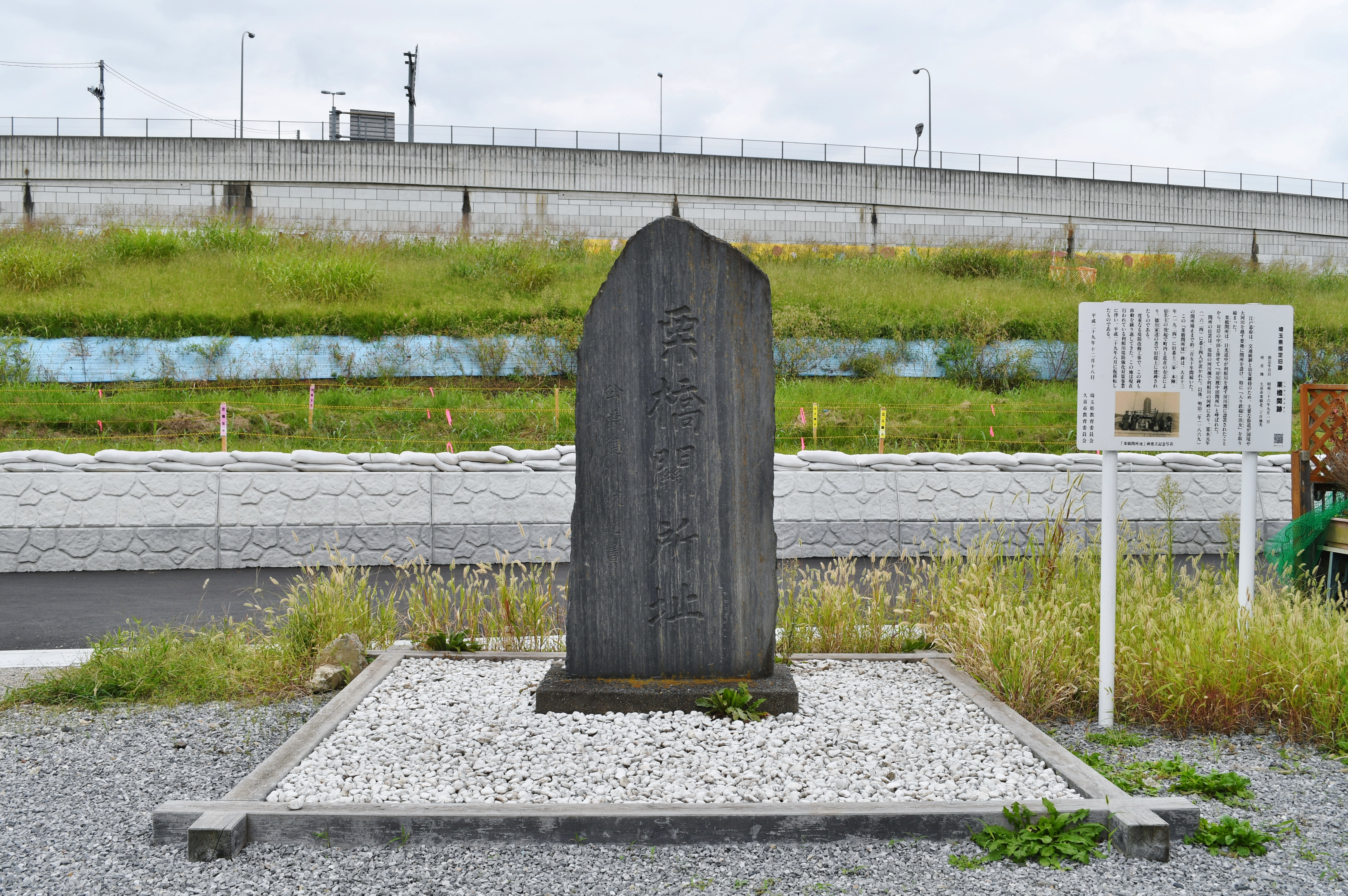
栗橋関所址碑

房川渡中田関所（ぼうせんのわたしなかたせきしょ）とは、江戸時代に奥州街道・日光街道の利根川渡河地点に置かれた関所で、江戸への出入りを監視する関所が置かれ、江戸の北方を守る要地であった。利根川筋に設置された関所の一つである。奥州街道・日光街道の栗橋宿から中田宿の間、利根川沿いにあった。房川渡中田関所名の由来は、房川渡と中田宿の間にあったためと言われていう。通称栗橋関所であった。日光街道から江戸への出入りを監視する関所が置かれ、関宿と並ぶ江戸の北方を守る要地であった。

## 交通
隣の宿
- 日光街道、奥州街道
  - 幸手宿 - 栗橋宿 - 房川渡中田関所（栗橋関所） - 中田宿

現代の交通
- 鉄道（最寄り駅）
  - JR東日本（東日本旅客鉄道）　■宇都宮線 栗橋駅
  - 東武鉄道　日光線 栗橋駅
- 自動車道路
  - 埼玉県道60号羽生外野栗橋線 ：この区間の日光街道の現在の名称。
  -  国道4号 ：旧・日光街道と並走（栗橋交差点で交差）。

## 参考資料

### 古文書（一次資料）
- 『日光道中宿村大概帳』天保14年（1843年）。
- 「元禄十年、享保六年迄御関所御諸記」『足立正路家文書』寛文3年（1663年）。
- 「文化三寅年同四年卯六月迄、御関所御用書抜」『足立正路家文書』天保8年（1837年）。
- 「嘉永元申年十月」、『房川渡中田関所文書』巻2

### 和書
- 赤松宗旦、柳田国男 校「利根川全図」『利根川図志』 巻二、岩波書店〈岩波文庫〉、1938年、89頁。NDLJP:1225314/22。
- 大島延次郎「房川渡中田關所の研究 (其一)」『地学雑誌』第50巻第8号、東京地学協会、1938年、381-386頁、doi:10.5026/jgeography.50.381。
- 大島延次郎「房川渡中田關所の研究 (其二)」『地学雑誌』第50巻第10号、東京地学協会、1938年、461-467頁、doi:10.5026/jgeography.50.461。
- 大島延次郎「木曾福島の関所」『関所 その歴史と実態』（改訂版）新人物往来社、1995年9月、150-165頁。ISBN 4-404-02251-4。
- 加藤光子「利根川改修計画による栗橋河岸の変化」『文教大学教育学部紀要』第30巻、文教大学教育学部、1996年、26-33頁。
- 金井達雄「鉄砲証文-老中裏印証文及び留守居断状の存在と役割: 房川渡中田 (栗橋) 関所を事例として」『駒澤史学』第56巻、駒澤大学、2000年、58-87頁。
- 金井達夫「房川渡中田関所(栗橋関所)における関所破りと磔刑」『交通史研究』第46号、交通史学会、2000年、99-106頁、doi:10.20712/kotsushi.46.0_99。
- 小林高英、苦瀬博仁、橋本一明「江戸期の河川舟運における川舟の運航方法と河岸の立地に関する研究」『日本物流学会誌』第11号、日本物流学会、1999年、121-128頁、doi:10.11285/logisticssociety1995.2003.121。
- 白井哲哉「「日本六十余州国々切絵図」の地域史的考察-下総国絵図を事例に」『駿台史学』第104号、駿台史学会、1998年、117-130頁、hdl:10291/15956。